# Lobelia intercedens
Lobelia intercedens är en klockväxtart som först beskrevs av Franz Elfried Wimmer, och fick sitt nu gällande namn av Mats Thulin. Lobelia intercedens ingår i släktet lobelior, och familjen klockväxter. Inga underarter finns listade i Catalogue of Life.